# 玄海北中継局
玄海北中継局（げんかいきたちゅうけいきょく）は、福岡県宗像市の旧玄海町北部などをカバーするテレビジョン放送の中継局である。

## 概要
当初は、許斐山からの電波が届きづらいエリア（一例として、宗像大社近辺)をカバーするため、映像出力が100 mW程度のミニサテライト局としてNHK福岡放送局が開設した。
1984年、旧大島村などもカバーする目的で、ミニサテライト局から通常の中継局に転換された。デジタル放送についても2010年に開局した。いずれも許斐山からの電波を再送信している。
所在地
宗像市大字上八字榜示ノ内1352番地5号（湯川山）

## 沿革
- 1982年3月12日 - NHK福岡放送局がミニサテライト局を設置
- 1984年
  - 2月28日 - 九州朝日放送がアナログテレビ中継局開局。翌日、RKB毎日放送、テレビ西日本、福岡放送が続き、NHK福岡も通常中継局を設置。但し円滑な移行のためミニサテライト局とは半年を目安として併存
  - 9月19日 - NHK福岡、ミニサテライト局をこの日の放送終了で停波
- 2010年
  - 2月26日 - 総務省九州総合通信局、デジタル中継局予備免許交付
  - 3月23日 - 4月14日 - デジタル中継局の試験放送実施
  - 4月6日 - 総務省九州総合通信局、デジタル中継局本免許交付
  - 4月15日 - デジタル中継局開局
- 2011年7月24日 - アナログ中継局停波
- 2016年1月6日 - 九州朝日放送とNHK福岡総合のリパックを実施[1]

## チャンネルと出力

### デジタル放送
| ID | 放送局名         | 物理ch （リパック前） | 空中線電力 | ERP   | 放送対象地域 | 放送区域内世帯数 | 放送開始日    | 偏波面   |
| -- | ---------------- | --------------------- | ---------- | ----- | ------------ | ---------------- | ------------- | -------- |
| 1  | KBC 九州朝日放送 | 48ch （31ch）         | 1 W        | 7.8 W | 福岡県       | 4,708世帯        | 2010年4月15日 | 水平偏波 |
| 2  | NHK福岡教育      | 22ch                  | 1 W        | 6.9 W | 全国         | 4,708世帯        | 2010年4月15日 | 水平偏波 |
| 3  | NHK福岡総合      | 35ch （50ch）         | 1 W        | 7.1 W | 福岡県西部   | 4,708世帯        | 2010年4月15日 | 水平偏波 |
| 4  | RKB毎日放送      | 30ch                  | 1 W        | 7.4 W | 福岡県       | 4,708世帯        | 2010年4月15日 | 水平偏波 |
| 5  | FBS 福岡放送     | 44ch                  | 1 W        | 7.2 W | 福岡県       | 4,708世帯        | 2010年4月15日 | 水平偏波 |
| 7  | TVQ九州放送      | 26ch                  | 1 W        | 7.1 W | 福岡県       | 4,708世帯        | 2010年4月15日 | 水平偏波 |
| 8  | TNC テレビ西日本 | 34ch                  | 1 W        | 7.4 W | 福岡県       | 4,708世帯        | 2010年4月15日 | 水平偏波 |

- TVQはデジタル新局。

### アナログ放送
- チャンネル順に記載。
- 開局以前は「北九州V+北九州U＋宗像U」や「北九州V+宗像U」、また「北九州U＋宗像U」等様々な方向にアンテナが向けられていた。
- NHK教育は29chからの変更。またNHK総合は31chからの変更。

| ch  | 放送局名                | 空中線電力 （映像/音声） | ERP （映像/音声） | 放送対象地域 | 放送区域内世帯数 | 偏波面 |
| --- | ----------------------- | ------------------------ | ----------------- | ------------ | ---------------- | ------ |
| 33- | RKB毎日放送             | 10 W/2.5 W               | 78 W/19.5 W       | 福岡県       | 約-世帯          | 水平   |
| 39- | KBC 九州朝日放送        | 10 W/2.5 W               | 78 W/19.5 W       | 福岡県       | 約-世帯          | 水平   |
| 41+ | TNC テレビ西日本        | 10 W/2.5 W               | 78 W/19.5 W       | 福岡県       | 約-世帯          | 水平   |
| 43  | FBS 福岡放送            | 10 W/2.5 W               | 78 W/19.5 W       | 福岡県       | 約-世帯          | 水平   |
| 56  | NHK福岡教育             | 10 W/2.5 W               | 74 W/18.5 W       | 全国         | 約-世帯          | 水平   |
| 58  | NHK福岡総合             | 10 W/2.5 W               | 74 W/18.5 W       | 福岡県西部   | 約-世帯          | 水平   |
| 60  | 【ミニサテ】NHK福岡総合 | 100 mW/25 mW             | 不明              | 福岡県西部   | 不明             | 不明   |
| 62  | 【ミニサテ】NHK福岡教育 | 100 mW/25 mW             | 不明              | 全国         | 不明             | 不明   |